# Edmund Köster
Edmund Köster (geboren am 13. Juli 1896 in Marne (Dithmarschen); gefallen 8. Juli 1943 in Catania) war ein deutscher Modellbauer.

## Leben
Edmund Köster absolvierte die Volksschule und sein liebstes Hobby war der Modellbau. Er absolvierte 1914 in Hamburg das Abitur und wurde danach eingezogen. Er diente im Hanseatischen Infanterie-Regiment 76 und wurde für seine Tapferkeit mehrfach ausgezeichnet. Nach dem Krieg absolvierte er eine Buchhändlerlehre. Er heiratete 1922 und es wurden zwei Söhne geboren. Er zog um und richtete 1927 in der neuen Wohnung in Hamburg-Barmbek eine kleine Modellbauwerkstatt ein, wo er für seine Söhne Modellbauernhöfe für die Tiere aus Elastolin sowie Hafenbauteile und Schiffe baute.

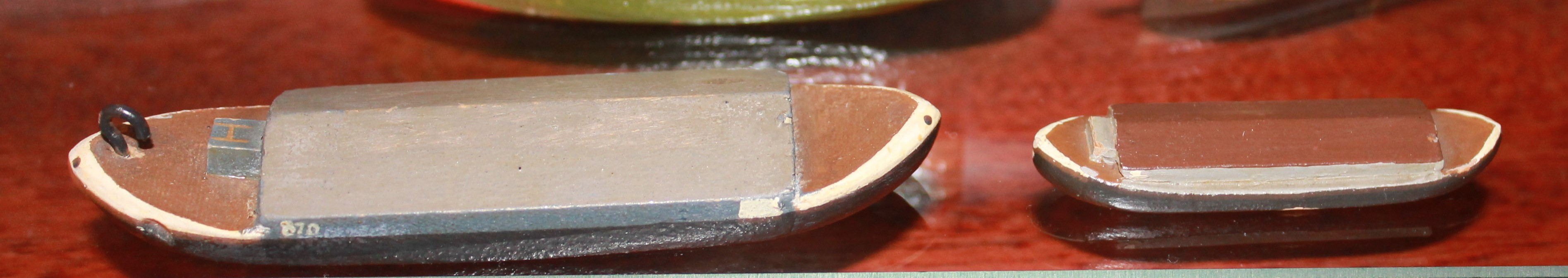
Maßstab 1:200 und 1:400

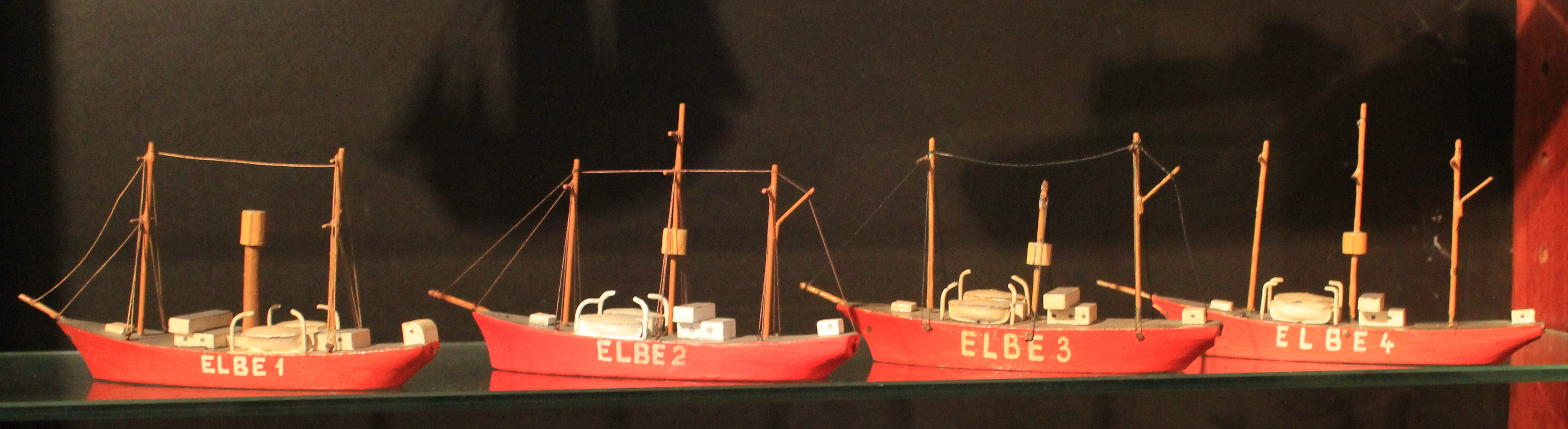
Feuerschiffe

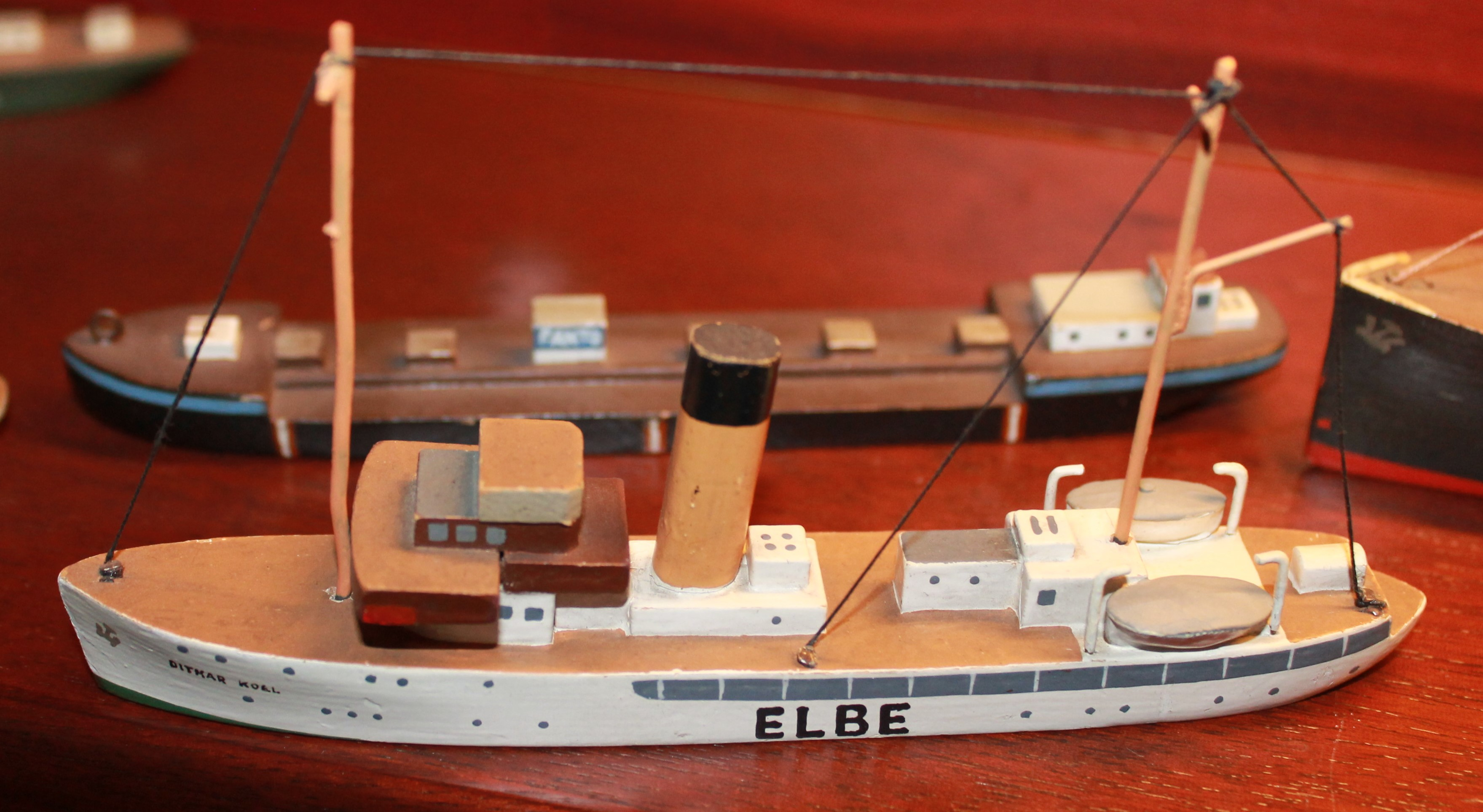
Kleiner Frachter und Binnenschiff

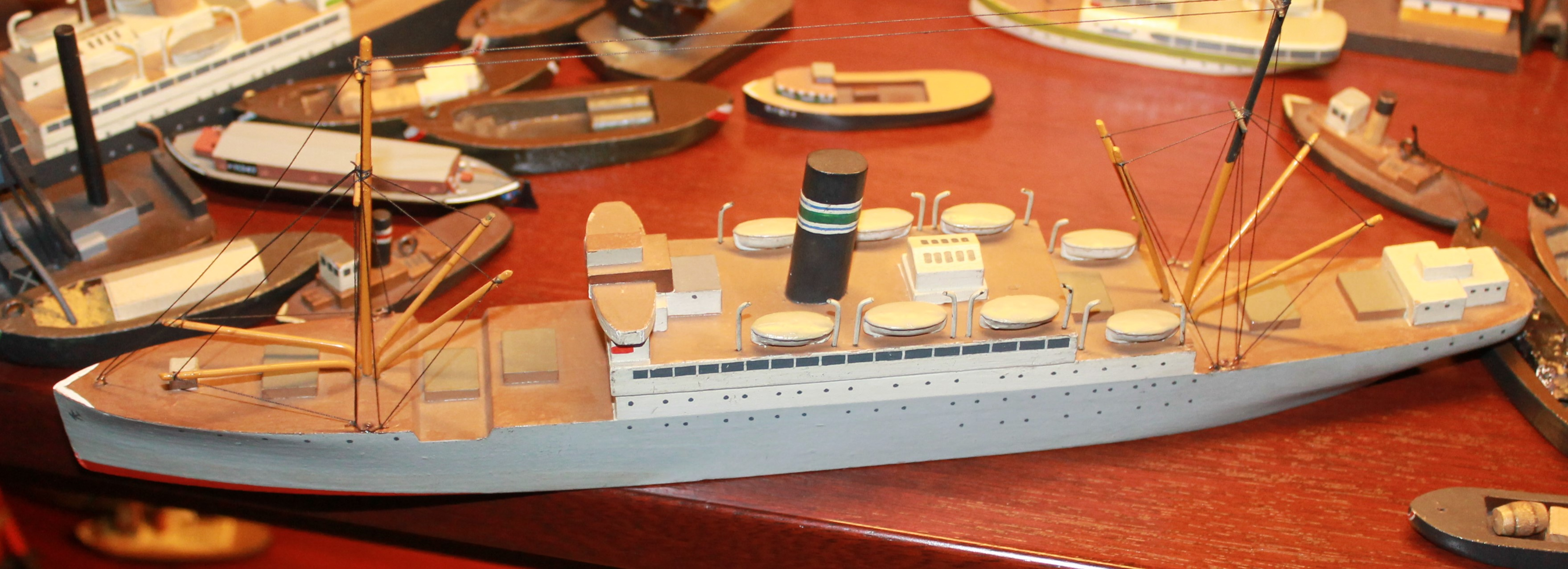
DAL Frachter

### Modellbauer von Schiffen und Hafenbaukästen
Begonnen hatte Köster mit dem Bau eines Modell-Bauernhofes für seine Söhne, dem folgte der Bau passender Gehege sowie von Weihnachtskrippen für die Familie und Nachbarn. Nach der Einschulung der Söhne verlegte er sich auf Modelle für seine Eisenbahn Spur 0 von Märklin, anfangs im Maßstab 1:45 in Kompositbauweise aus Blech und Holz, sowie Schiffsmodelle.
1928 machte er sich als Modellbauer selbständig, jedoch ließen sich die großen und teuren Modelle in der wachsenden Weltwirtschaftskrise immer schlechter verkaufen. Daher begann er die Arbeiten an den kleineren Modellen im Maßstab 1:400. Es entstanden neben einzelnen Schiffen zunehmend die Hafenbaukästen, mit Schiffen und Hafenbauteilen. Sie wurden unter dem Namen „Hanse Hafenbaukästen“ bekannt. Sie entstanden jetzt aus Holz als Wasserlinienmodelle. Sie waren einfach gestaltet, zeigten aber alle wesentlichen Eigenschaften und Merkmale und im Beschränken auf das Wesentliche entwickelte sich Köster zum Meister.
Ab 1932 baute er robustere Wasserlinienmodelle im Maßstab 1:400 und bei den kleineren Hafenfahrzeugen 1:250, damit sie als „Tischspielzeug“ dienen konnten. Diese wurden als Köstermodelle immer bekannter, erhielten auf der Unterseite das Familienwappen – die Kösterglocke aufgedruckt – und waren in anfangs handgemalten Prospekten, die nur gegen Schutzgebühr abgegeben wurden, abgebildet und beschrieben. Die Holzmodelle hatten einen relativ großen Rumpf und die kleineren Hafenfahrzeuge waren im Maßstab etwas größer, um das Handling einfacher zu gestalten. In dieser Zeit entstanden erste handgemalte Prospekte und kleine Kataloge, die gegen Gebühr an Händler ausgeliehen wurden.
1933 und 1934 fanden die Schiffe als „Köster Kleinschiffahrt“ in der Deutschen Marine Zeitung Erwähnung und sein Ruf verbreitete sich unter Organisationen wie Reisebüros, die seine Modelle gerne ausstellten. Ab 1936/37 kamen zunehmend Auftragsarbeiten dazu und er fertigte Dioramen für Museen, für die Reichsfischwerbung, für die Marine und auch Seefahrtschulen nutzten die Modelle für den nautischen Unterricht. So wurde aus der anfänglichen Spielerei berufliche Praxis, auch in der Folge von Ausstellungen wuchs der Interessenkreis.
Inzwischen war eine größere Modell-Manufaktur mit bis zu 22 Angestellten entstanden. Zu den Abnehmern im Spielzeughandels hinzu kamen Reedereien, die sich von Köster ihre neuen Dampfer im Maßstab 1:250 originalgetreu nachbauen ließen. So wurden z. B. mit den Köster-Modellen im Oberseeamt Havarien nachgestellt und auch die Prüfungen im Hamburger Oberhafenamt anhand von Köster-Modellen abgenommen.

### Bau von Dioramen

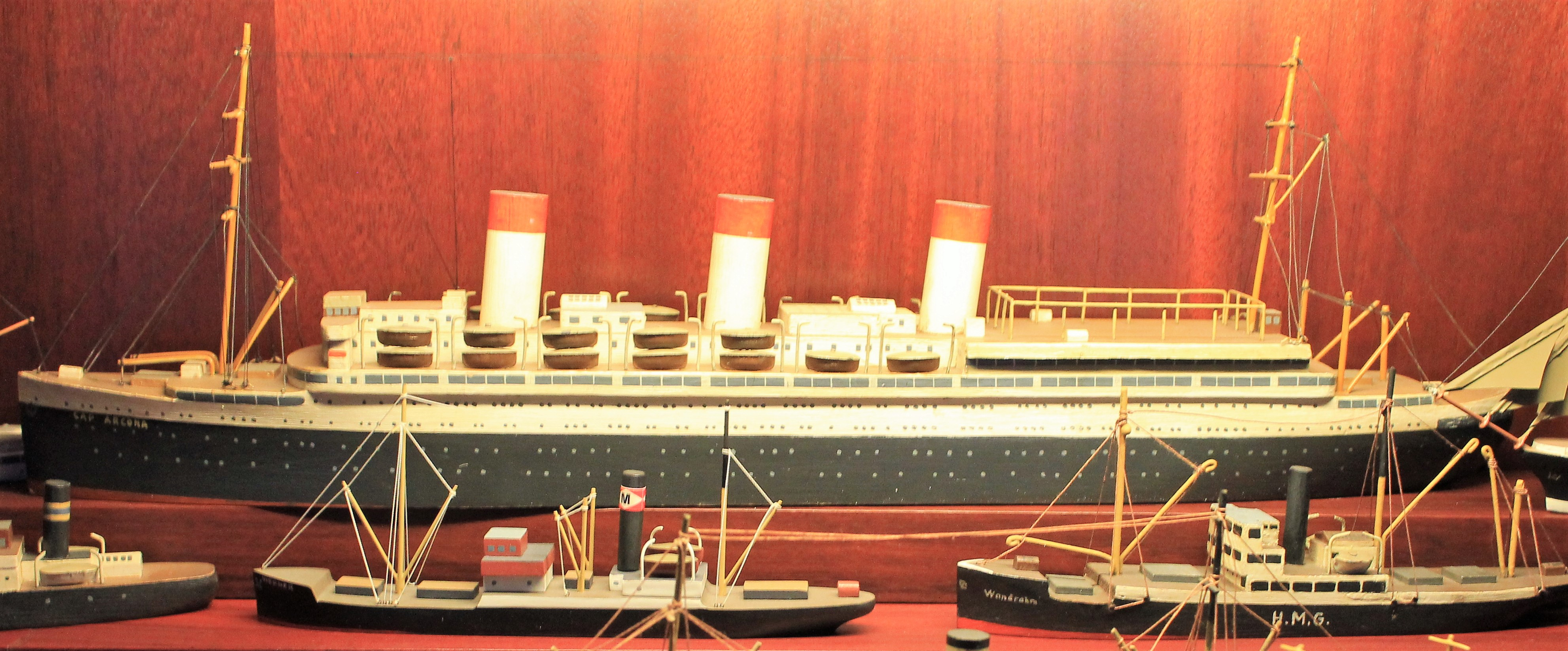
Cap Arcona bei H.J.Steffen

Wurden bisher nur Handelsschiffe gebaut, bot Köster ab 1936 auch Kriegsschiffe an und es entstanden für Reedereien wie Hamburg Süd und Hapag kleine, für Behörden und Hafengesellschaften auch sehr aufwendige Dioramen.
Für das Handels- und Industriemuseum in Hannover entstand 1935 das erste Diorama aus weitgehend im Handel erhältlichen Schiffen. Es wurde im Krieg zerstört. 1936 entstand aus Anlass seines vierzigjährigen Bestehens ein großes Diorama von 25 m², das den Fischereihafen von Wesermünde abbildet. Es befindet sich heute im Morgenstern-Museum in Bremerhaven. Das 75 Quadratmeter große Gesamthafenmodell im Maßstab 1:400 für die Hamburger Behörde für Handel, Schifffahrt und Gewerbe von 1936/1937 ist im Krieg verbrannt.
Das zweite große Diorama, das den Krieg überdauerte, zeigt Hamburgs Stadtbild von 1644. Es zeigt Hamburgs Verteidigung im Dreißigjährigen Krieg und die Bedeutung der Großen Wallanlagen.

## Galerie

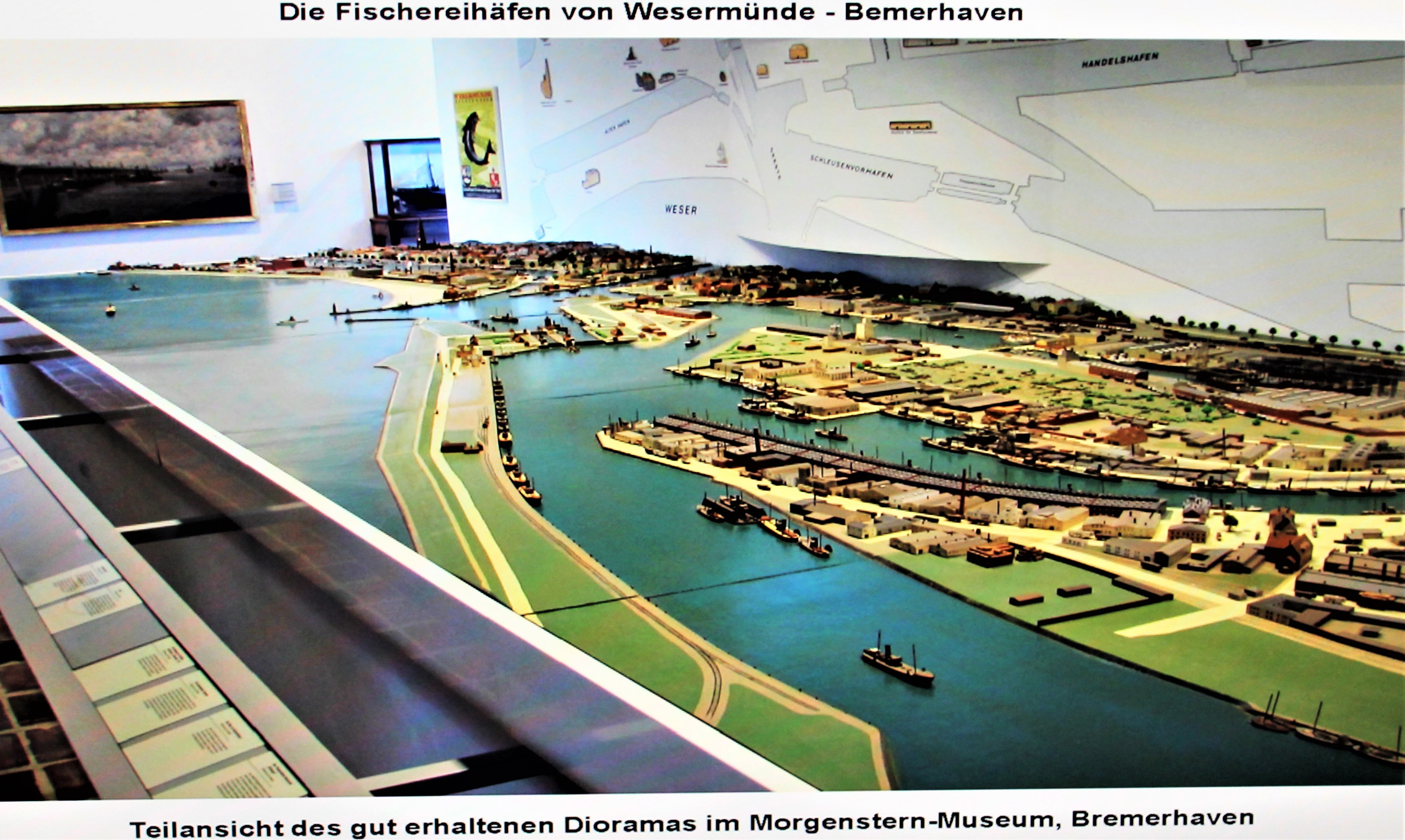
Fischereihäfen-Wesermünde Bremerhaven
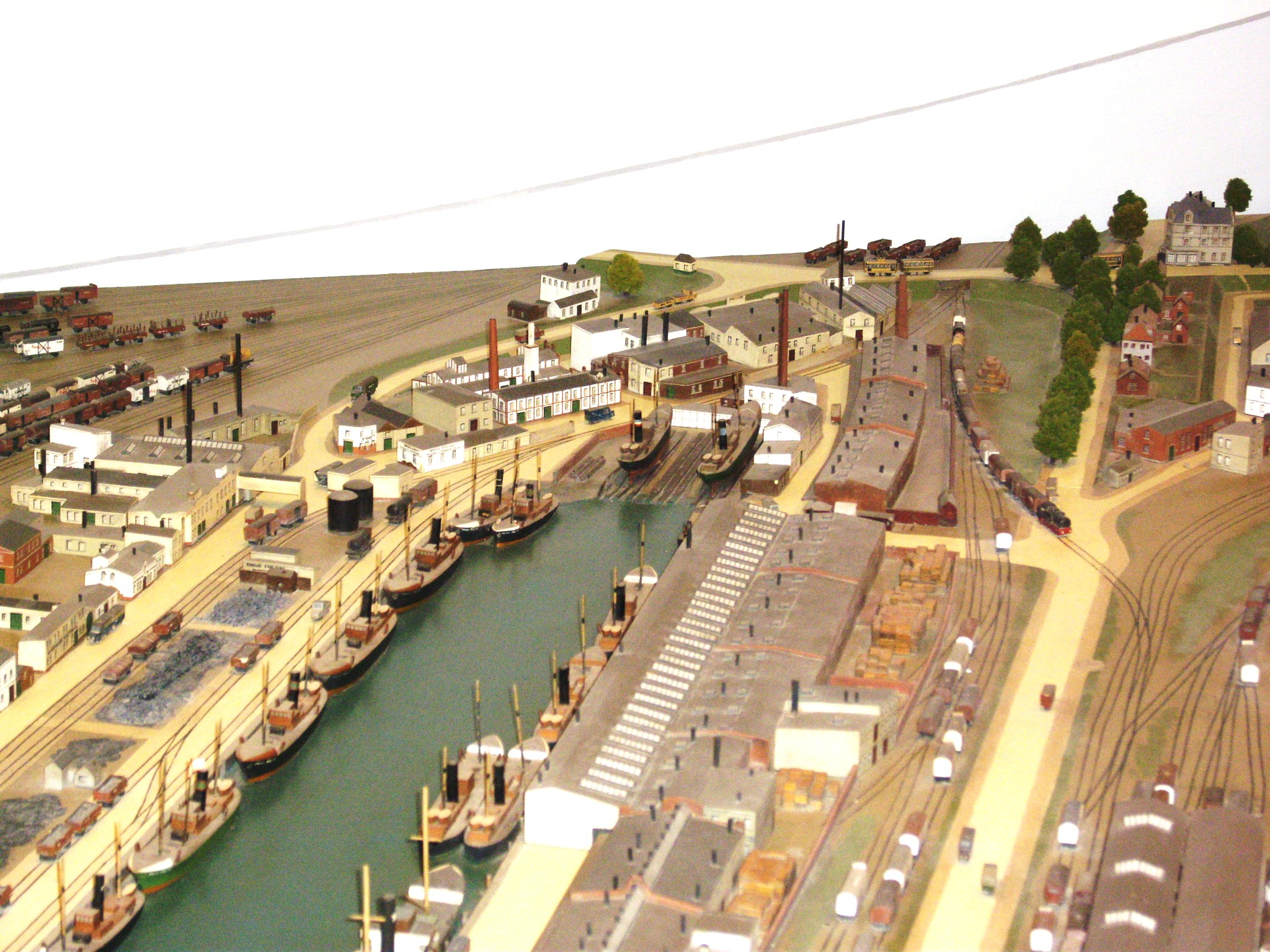
Köster-Diorama des Bremerhavener Fischereihafens
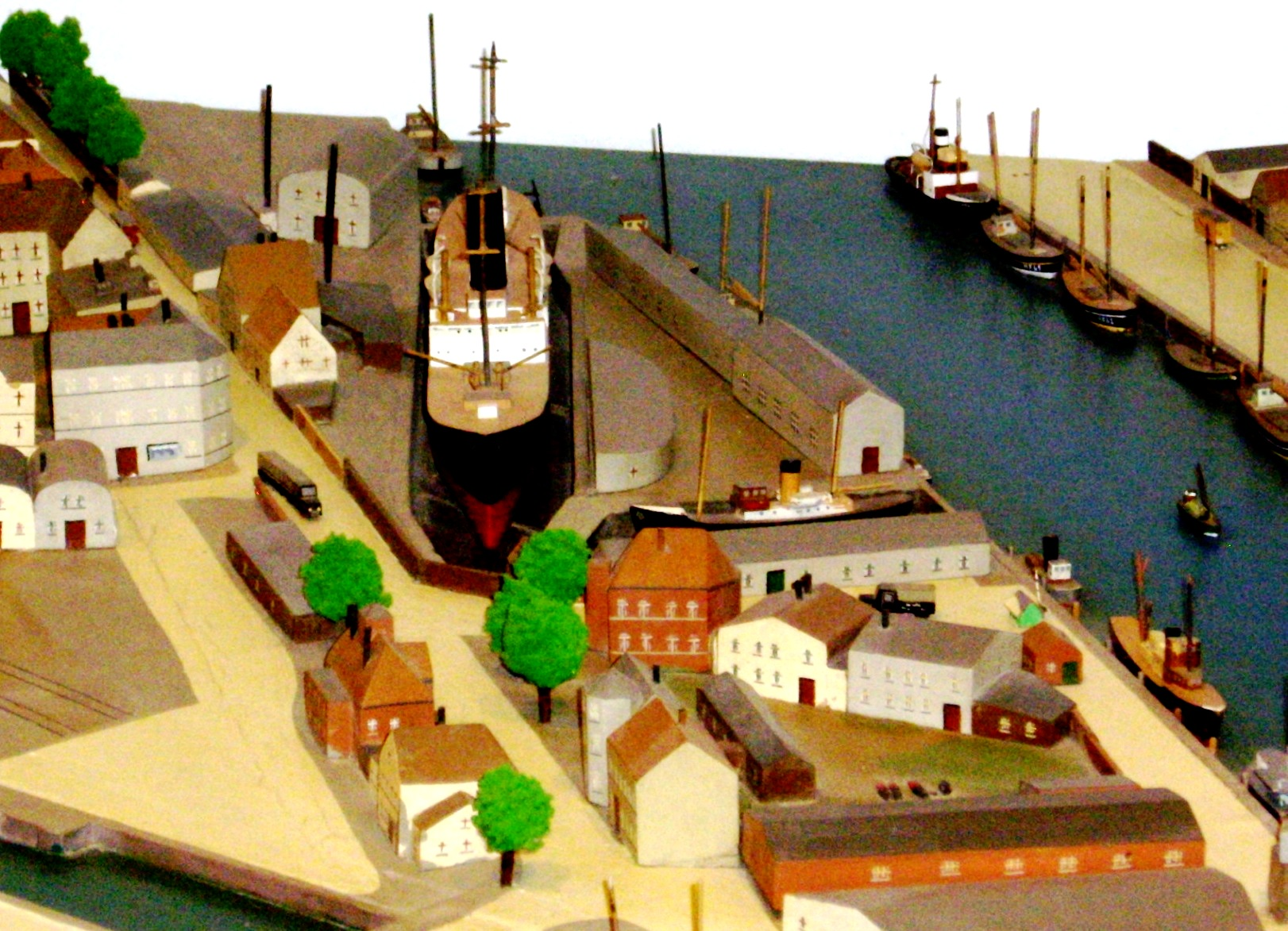
Bremerhavener Fischereihafen

## Ausstellungen
Vom Dezember 1996 bis in den Februar 1997 fand zum 100. Geburtstag im Museum für Hamburgische Geschichte eine Köster-Ausstellung unter dem Namen „Die ganze Schiffahrt im Kleinen – Schiffs- und Hafenmodelle von Edmund Köster“ mit Modellen von Hans-Jürgen Steffen statt. Sie befindet sich heute im Internationalen Maritimen Museum Hamburg. Im November 2015 wurde von Hans-Jürgen Steffen eine Bildschirmpräsentation erstellt für das Museum erstellt, die im Deck 9 das Schaffen und die Werke von Edmund Köster darstellt.